# Гондокори
Гондокори — село в Хунзахском районе республики Дагестан. Входит в состав сельского поселения «Сельсовет Амиштинский».

## География
Село расположено на территории Бабаюртовского района, у села Геметюбе.

## История
Указом ПВС ДАССР от 29 февраля 1972 года на территории Бабаюртовского района на землях закрепленных за колхозом имени Жданова зарегистрирован новый населённый пункт Гондокори.

## Население
| 1989 | 2002 | 2010 | 2021 |
| ---- | ---- | ---- | ---- |
| 127  | ↗257 | ↘256 | ↘251 |